# Подстрочный перевод
Подстро́чный перево́д, подстро́чник, метафра́за, метафра́з, метафра́зис (др.-греч. μετάφρασις «перефразировка» ← μετά «через» + φράσις «выражение; стиль») — перевод иноязычного текста, часто с подробными пояснениями, использующийся как черновик для последующего художественного перевода (т. н. «перевода по подстрочнику») или как учебное пособие при обучении переводу. Художественные особенности текста, такие как рифма, ритм, стиль обычно не сохраняются при подстрочном переводе; главная цель подстрочного перевода — максимально точно передать смысл.
Подстрочный перевод особенно часто используется при переводе поэзии, когда один переводчик, хорошо знающий язык оригинала (возможно, редкий язык), сначала создаёт подстрочник, без рифмы, а затем поэт, хуже знакомый с языком оригинала, но имеющий поэтическое дарование, делает по этому подстрочнику художественный перевод.
Также в науке широко распространён подстрочный перевод исторических документов, поскольку в них важна точность и не так важен стиль. Например, перевод Корана И. Крачковским является подстрочником.

## Примеры
Пример подстрочного перевода поэзии (отрывок из «Давида Сасунского», гл. 4, подстрочный перевод с армянского П. Макинцяна):
Мсрамэлик больше не держал (не стал держать) Давида.

Мать отправила его; он прибыл к дяде.

Дядя заказал (велел сшить) для него железные сапоги,

Ещё железную пастушью палку заказал (велел сделать),

Сделал Давида пастухом (пастухом, пасущим ягнят).
Пример перевода поэта В. Брюсова по данному подстрочнику:
Мысрамэлик не стал Давида держать,

И к дяде опять вернулся Давид.

Из железа Ован сапоги заказал,

Из железа Ован посошок припас,

И стал Давид с той поры пастухом.

## Особенности подстрочного перевода
Подстрочный перевод должен быть дословным во всех случаях, кроме передачи фразеологизмов и случаев избежания буквалистических ошибок, например:
- Оригинал: I give up.
- Правильный подстрочный перевод: Я сдаюсь.
- Ошибка: Я даю вверх.

Если при дословном переводе какого-либо оборота (например, пословицы) читатель сможет понять смысл, то в подстрочнике (в отличие от художественного перевода) не делается замена на эквивалентный оборот другого языка, например:
- Оригинал: A bad workman always blames his tools.
- Подстрочный перевод: Плохой работник всегда ругает свои инструменты.
- Художественный перевод: Плохому танцору всегда ботинки жмут.

Если уже переведённое слово может быть понято неоднозначно, то переводчик должен сделать в подстрочнике пояснение, например:
- Подстрочный перевод: Дядя заказал (велел написать) для него картину.

В данном случае слово «заказал» может быть понято по-разному: велел написать или попросил торговца привезти готовую? Поэтому переводчик делает в скобках пояснение.
Если в оригинале присутствует игра слов, то в подстрочнике она обычно теряется: не делается попытки заменить её другой игрой слов. Но об игре слов обычно указывается в примечаниях к переводу.
Сленг не переводится сленгом. Например, сленг итальянских мафиози не заменяется русской блатной феней.
Подстрочный перевод должен максимально соответствовать оригиналу по смыслу, вольности переводчика при подстрочном переводе недопустимы. Получившийся при подстрочном переводе текст, как правило, должен быть написан в нейтральном стиле. (В отличие от художественного перевода, в котором необходима передача оригинального стиля: например, Н. Гнедич в переводе «Илиады» использовал церковнославянскую лексику для имитации древнегреческого торжественного стиля, но это недопустимо при подстрочном переводе.)